# Elle voit des nains partout !
Cet article concerne le film. Pour la pièce de théâtre de Philippe Bruneau, voir Elle voit des nains partout.
Pour plus de détails, voir Fiche technique et Distribution.
Elle voit des nains partout ! est un film français de Jean-Claude Sussfeld sorti en 1982. Il s'agit d’une adaptation de la pièce de théâtre de Philippe Bruneau.

## Synopsis
Une naissance a lieu au château royal. Malheureusement la reine meurt et son bébé, Blanche-Neige, est de sexe féminin. Même l'intervention d'une fée stagiaire n'y fait rien. Albert, le connétable, et Amélyse, la belle nurse anglaise, adoptent Blanche-Neige chassée par son père. Ils quittent le château pour trouver un refuge et trouvent une étable dans laquelle Marie va accoucher de Jésus. Plus tard Amélyse tombe enceinte et accouche d'un enfant qu'elle trouve très laid. Elle envoie Albert l'abandonner et quitte le domicile avec Marie.
Vingt ans plus tard, Blanche-Neige a grandi et un car de Japonais (des « nains ») arrive. Blanche-Neige les poursuit et les fait fuir. La nouvelle épouse du roi apprend qu'elle n'est pas la plus belle et se rend en conséquence compte de l'existence de Blanche-Neige, ce qui la pousse à envoyer toutes ses troupes la chercher en échange de trois carambars pour celui qui la trouve. Après l'avoir retrouvée, la reine se déguise en sorcière pour aller lui vendre une pomme empoisonnée. Blanche-Neige la mange et tombe dans un profond sommeil, dont la reine veut profiter pour l'assassiner. Mais le Petit Poucet, le fils abandonné par Albert quelques années plus tôt, arrive et effraie la reine. Il réveille Blanche-Neige et menace de la violer. Les fées arrêtent le temps pour transformer le Petit Poucet en prince charmant, le prince d'Angleterre, qui demande Blanche-Neige en mariage.
La reine apprend que Blanche-Neige va se marier avec le fils du roi Charles, le roi d'Angleterre, et envoie le Fourbe le chercher. Celui-ci arrive pendant la cérémonie de mariage pour interdire à son fils de se marier avec n'importe qui. Puis Amélyse arrive : elle est en réalité la reine d'Angleterre qui va apprendre à tout le monde que Blanche-Neige est la fille du roi de France, et le mariage peut donc se terminer.

## Fiche technique
- Titre : Elle voit des nains partout !
- Réalisation : Jean-Claude Sussfeld
- Assistant réalisateur : Louis Becker, Stéphane Clavier
- Scénario : Jean-Claude Sussfeld d'après la pièce de théâtre de Philippe Bruneau
- D'après la pièce de théâtre de Philippe Bruneau
- Musique : Jean-Philippe Goude, Ramon Pipin
- Date de sortie : 1982 (France)
- Pays :  France
- Format : Couleur - 1,66:1
- Genre : comédie
- Durée : 85 minutes

## Distribution
- Zabou : Blanche-Neige
- Claire Magnin : la méchante reine
- Gaëlle Legrand : la fée Huguette
- Roland Giraud : Jean Valjean
- Martin Lamotte : le prince charmant
- Thierry Lhermitte : le prince voyageur
- Josiane Lévêque : la mère Thénardier
- Marilyne Canto : le Petit Chaperon rouge
- Christian Clavier : le Fourbe
- Agnès Daems : Cosette
- Philippe Bruneau : le connétable Albert
- Guy Montagné : le temps
- Renaud : Tarzan
- Jean-Paul Muel : le roi de France
- Pierre Barouh : le curé
- Coluche : un hallebardier
- Jacques Monnet : le roi d'Angleterre
- Valentine Monnier : Amelys
- Michèle Moretti : la fée Mélusine
- Katherine Erhardy : non créditée
- Bouboule : un croisé
- Jacques Canselier : le gnome
- Louis Navarre : l'évêque
- Nathalie Guérin : la jeune paysanne
- Sévérine Lerczinska : la mère-grand

## Sources
- Magazine TV Vidéo Jaquettes